# ماري بينيت ريتر
ماري بينيت ريتر (بالإنجليزية: Mary Elizabeth Bennett Ritter)‏ هي طبيبة أمريكية، ولدت في 7 يونيو 1860 في ساليناس في الولايات المتحدة، وتوفيت في 1949 في ماونتن فيو في الولايات المتحدة.